# L'Île-Bouchard
L'Île-Bouchard is een gemeente in het Franse departement Indre-et-Loire (regio Centre-Val de Loire). De plaats maakt deel uit van het arrondissement Chinon. L'Île-Bouchard telde op 1 januari 2022 1.590 inwoners.

## Geografie
De oppervlakte van L'Île-Bouchard bedroeg op 1 januari 2022 3,48 vierkante kilometer; de bevolkingsdichtheid was toen 456,9 inwoners per km².

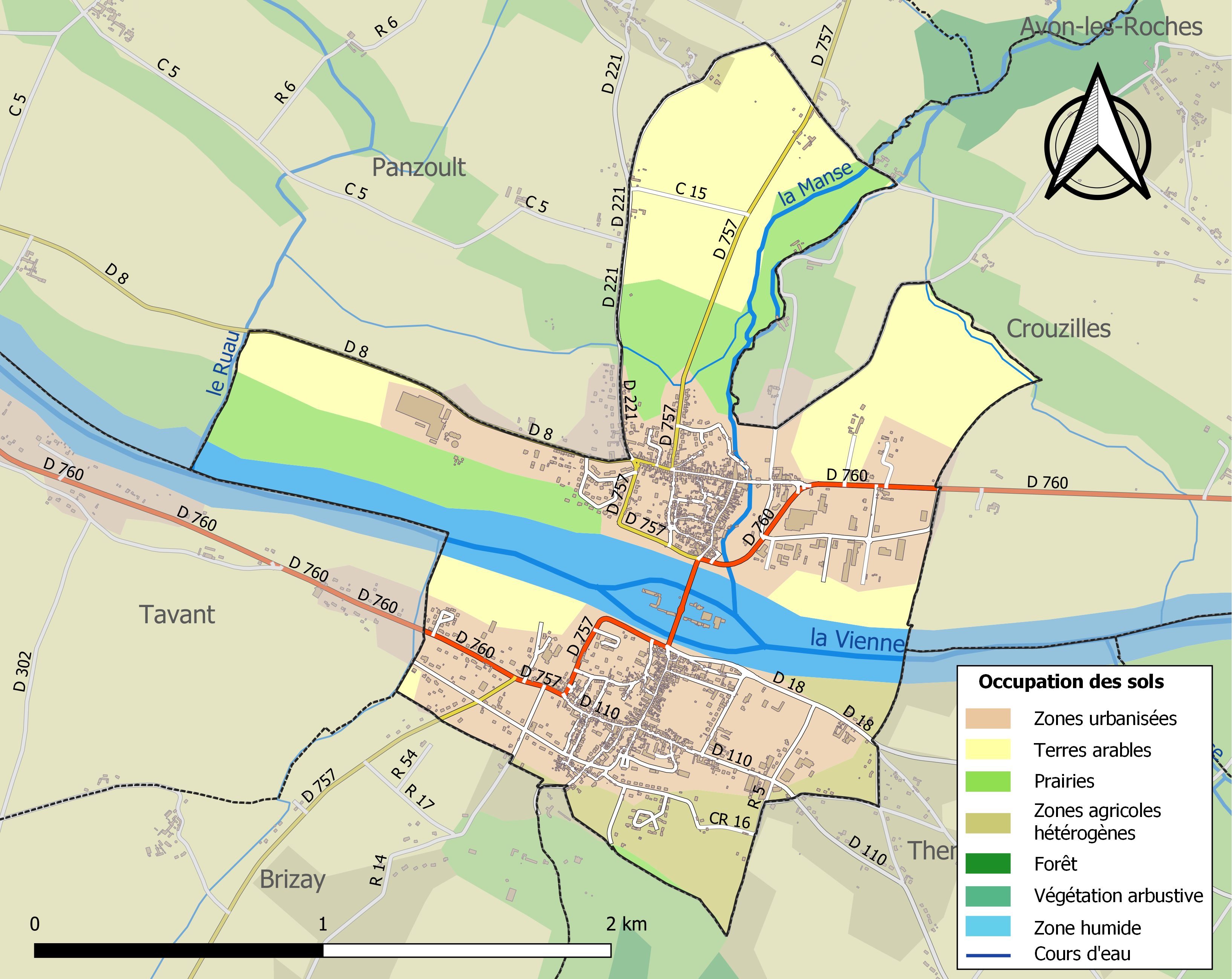
Kaart van de gemeente met belangrijkste infrastructuur, bodemgebruik en omliggende gemeenten

## Demografie
Onderstaande figuur toont het verloop van het inwonertal (bron: INSEE-tellingen).